# 德萊文 (紐約州)
德萊文（英語：Delavan）是位於美國紐約州卡特羅格斯縣的村。

## 人口
根據2020年美國人口普查的數據，德萊文的面積為2.57平方千米，皆為陸地。當地共有人口1043人，而人口密度為每平方千米406人。